# Samuel Teles
Samuel Teles Pereira Nunes Da Silva (n. 28 februarie 1997, Espinho, Districtul Aveiro, Portugalia) este un fotbalist portughez, care joacă pe post de mijlocaș la Oțelul în SuperLiga României.